# Фавье, Жан-Жак
Жан-Жак Фавье́ (фр. Jean-Jacques Favier; 13 апреля 1949, Кель, Фрайбург — 19 марта 2023, Альби) — французский инженер, 6-й космонавт Франции.

## Образование
После выпуска из средней школы в Страсбурге окончил Национальный технологический институт в Гренобле (1971) по специальности «машиностроение». В 1977 году защитил диссертацию по машиностроению в Парижской горной школе, а также по физике и металлургии в Университете Гренобля.

## Работа
В 1976—1979 годах работал инженером-исследователем в Комиссариате атомной энергетики в Гренобле. В 1979—1986 годах был руководителем группы затвердевания, в 1986—1989 годах — заведующим лабораторией, в 1989—1993 годах — руководителем отделения затвердевания и выращивания кристаллов.
С 1983 года являлся консультантом в Европейском космическом агентстве и Национальном центре космических исследований (CNES). Был научным руководителем совместной между CNES и НАСА программы MEPHISTO, в рамках которой выполнялись эксперименты по кристаллизации, в том числе во время полётов Колумбия STS-50 (1992) и Колумбия STS-65 (1994).

## Космическая подготовка
В сентябре 1985 года Жан-Жак Фавье по результатам 2-го набора был зачислен в отряд космонавтов французского Национального центра космических исследований (CNES). Когда в 1990 году был объявлен второй набор астронавтов ЕКА, являлся одним из шести кандидатов от Франции, но в отряд зачислен не был.
В октябре 1992 года назначен дублёром специалиста по полезной нагрузке Тиаки Мукаи в экипаж Колумбия STS-65, который совершил полёт на орбиту в июле 1994 года по программе Международной микрогравитационной лаборатории (International Microgravity Laboratory, IML-2). Во время этого полёта был координатором связи с экипажем в Центре управления полезной нагрузкой в Хантсвилле (Алабама).
В мае 1995 года назначен основным специалистом по полезной нагрузке в экипаж STS-78.

## Полёт на «Колумбии»
Свой единственный космический полёт 47-летний Жан-Жак Фавье совершил 20 июня — 7 июля 1996 года на борту американского шаттла «Колумбия» (STS-78). Основными задачами миссии были изучение влияния длительного полёта на физиологические процессы в организме астронавтов в преддверии экспедиций на МКС, выполнение 22 биологических и физических экспериментов в герметичном модуле LMS-1 (Life and Microgravity Sciences), а также испытание реактивной системы управления орбитальными объектами.
Длительность полёта составила 16 суток 21 час 48 минут 30 секунд — рекордная на тот момент продолжительность для космических кораблей «Спейс шаттл».
Статистика
| # | Стартовый корабль | Старт, UTC        | Экспедиция | Корабль посадки | Посадка, UTC      | Налёт                    | Выходы в открытый космос | Время в открытом космосе |
| - | ----------------- | ----------------- | ---------- | --------------- | ----------------- | ------------------------ | ------------------------ | ------------------------ |
| 1 | Колумбия STS-78   | 20.06.1996, 14:49 | STS-78     | Колумбия STS-78 | 07.07.1996, 12:36 | 16 суток 21 час 47 минут | 0                        | 0                        |
|   |                   |                   |            |                 |                   | 16 суток 21 час 47 минут | 0                        | 0                        |

## Последующая деятельность
C 1996 года работал заместителем директора Научно-исследовательского центра материаловедения (Centre d’Etudes et de Recherches sur les Materiaux, CEREM) во французском Комиссариате атомной энергетики.
В 1997—1999 годах — советник директора по продвинутым технологиям Комиссариата.
С сентября 1999 года — заместитель директора по космическим технологиям в CNES.
В 2000 году назначен председателем Комитета пользователей космической станции (Space Station Users Panel, SSUP) Европейского космического агентства.

## Семья
Был женат на Мишель Фавье (в девичестве Мишель Жан), имел четверых детей. Увлекался горнолыжным спортом, теннисом, виндсерфингом, археологией.